# چاپ عکسی
چاپِ عکسی یا نسخه برگردان یا فاکسیمیله (به انگلیسی: Facsimile) کُپیِ کتاب یا دست‌نوشته یا نقشه یا مانند آن‌هاست چنان که بیشترین همانندیِ ممکن را به اصل داشته باشد.